# Malaxis brevis
Malaxis brevis är en orkidéart som beskrevs av Robert Louis Dressler. Malaxis brevis ingår i släktet knottblomstersläktet, och familjen orkidéer.
Artens utbredningsområde är Panamá. Inga underarter finns listade i Catalogue of Life.